# قائمة زملاء الجمعية الملكية المنتخبين في 1881
هذه الصفحة تعرض قائمة زملاء الجمعية الملكية المُنتخبين لعام 1881.

## الزملاء
- M. E. Grant Duff [الإنجليزية]‏
- Henry William Watson [الإنجليزية]‏
- Bindon Blood Stoney [الإنجليزية]‏
- John Syer Bristowe [الإنجليزية]‏
- William Henry Preece [الإنجليزية]‏
- وليام إدوارد ايرتون
- Alexander Macalister [الإنجليزية]‏
- Bernhard Samuelson [الإنجليزية]‏
- وليم غلادستون
- George Dickie (botanist) [الإنجليزية]‏
- Alfred Kempe [الإنجليزية]‏
- Ramsay Traquair [الإنجليزية]‏
- Charles Romley Alder Wright [الإنجليزية]‏
- John Arthur Phillips [الإنجليزية]‏
- Herbert McLeod [الإنجليزية]‏
- هنري والتر بيتس

## الأعضاء الأجانب
- جان شارل غاليسارد دي مارينياك
- كارل فايرشتراس
- كارل نيغلي
- Gabriel Auguste Daubrée [الإنجليزية]‏